# 秘史

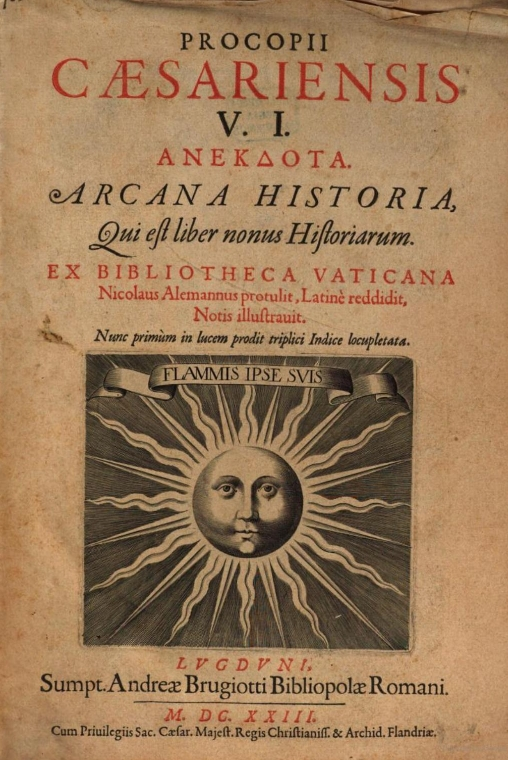
普洛科皮烏斯《秘史》的拉丁文譯本封面，1623年出版

《秘史》（又譯為《未發表的記事》或《軼聞》，希臘文：Ἀνέκδοτα，拉丁文：Anecdota），拜占庭帝國史書，作者普洛科皮烏斯是6世紀時的史家，本書以希臘文書寫，於550年（一說寫於559至560年期間）寫成，全書有「前言」一篇及內容三十章，書中對皇帝查士丁尼、皇后塞奧多拉、大將貝利撒留等名人醜事及宮廷黑暗加以揭露，猛力抨擊當時的專制統治，跟作者在《战争史》和《建築史》裡恭維查士丁尼君臣的態度截然不同。該書寫成後曾秘密傳閱，後被帶到羅馬教廷書庫，到17世紀初才被公開出版。書中具有相當高的史料價值，已被譯成多國文字，受到學界深入研究及關注。

## 本書的編撰

### 普洛科皮烏斯與《秘史》
普洛科皮烏斯（又譯普羅柯比，生卒：約500─565年），東羅馬帝國凱撒利亞人，貴族出身，擅長寫作，因結識了大將貝利撒留而受朝廷重用。527年，貝利撒留出征東邊的波斯邊境，通曉西亞多種語言的普洛科皮烏斯亦在軍中任職，隨軍見證了對波斯、北非汪達爾王國、意大利東哥特王國等的征戰。540年，東羅馬朝廷裡出現了對貝利撒留不利的傳言，他因此被召回國都君士坦丁堡，普洛科皮烏斯亦一同返都。此後，貝利撒留失勢，而普洛科皮烏斯與他的屬僚關係亦使他仕途不順，只在法庭中擔任辯護律師。普洛科皮烏斯看到皇帝查士丁尼的法制改革對律師職業有不利影響，而且他本人是貴族出身，多年以來對朝野有所了解，對查士丁尼的觀感亦變得負面。但到晚年，普洛科皮烏斯又受朝廷器重，獲得「顯貴者」的稱號，還可能擔任過君士坦丁堡市長。
《秘史》的編寫時間，學界主要認為是在550年（另有認為是559至560年）。撰寫此書的動機，據普洛科皮烏斯的自述，是由於他之前寫《战争史》是「為當時情勢所迫」，現在要寫另寫一書以「揭露整個羅馬帝國真正發生的事件，作為對以前完成的呆板的正史編年史的補充」，並希望透過書中的歷史教訓，能使後世「少一些犯罪的衝動」。因此，他在寫成歌頌查士丁尼戰績《戰爭史》後，又寫成這部《秘史》，以揭露查士丁尼朝廷名人的醜聞軼事。

### 《秘史》作者的爭議
由於普洛科皮烏斯的《秘史》與他先前寫的《战争史》觀點傾向反差太大，在後世曾有學者對《秘史》的真正作者有所懷疑，甚至認為是偽作，但經學者們考證，結果證明並非偽作。學者王以鑄將這些考證結果，歸納為四大點：
1. 書中有四處明確說明寫作年代是查士丁尼統治的第三十二年。
2. 書中有不少地方提到《戰爭史》的內容，說明它們是同一作者之手。
3. 在記事方面，《戰爭史》、《秘史》和《建築史（義大利語：De aedificiis）》並無任何矛盾。
4. 書中的文字風格與《戰爭史》是一致的。[4]

## 篇幅
《秘史》全書的篇幅如下：
- 前言

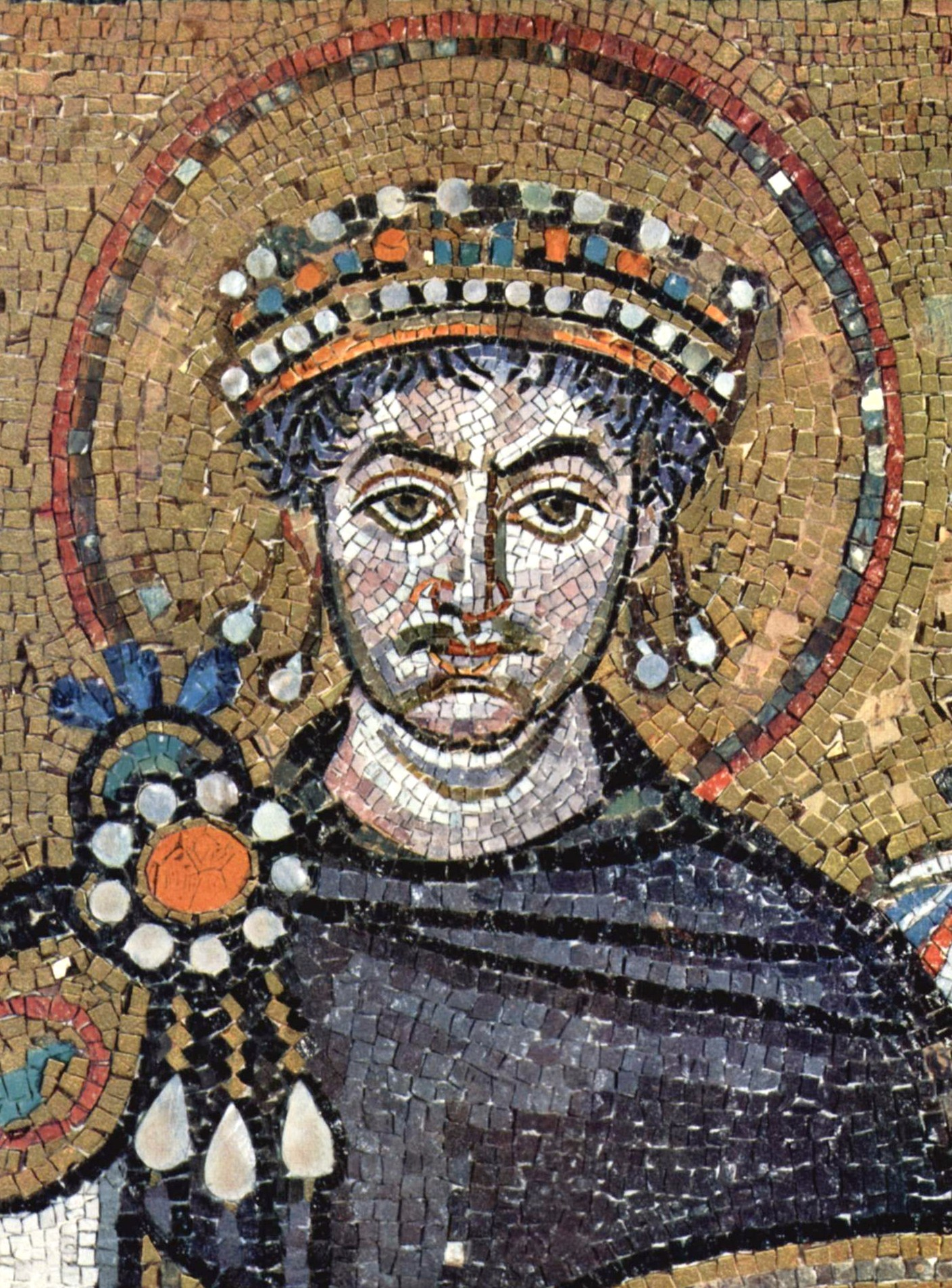
東羅馬皇帝查士丁尼。普洛科皮烏斯在《秘史》中，對他有「披著人皮的魔鬼」、「暴君」、「說謊者」、「偽君子」等貶稱

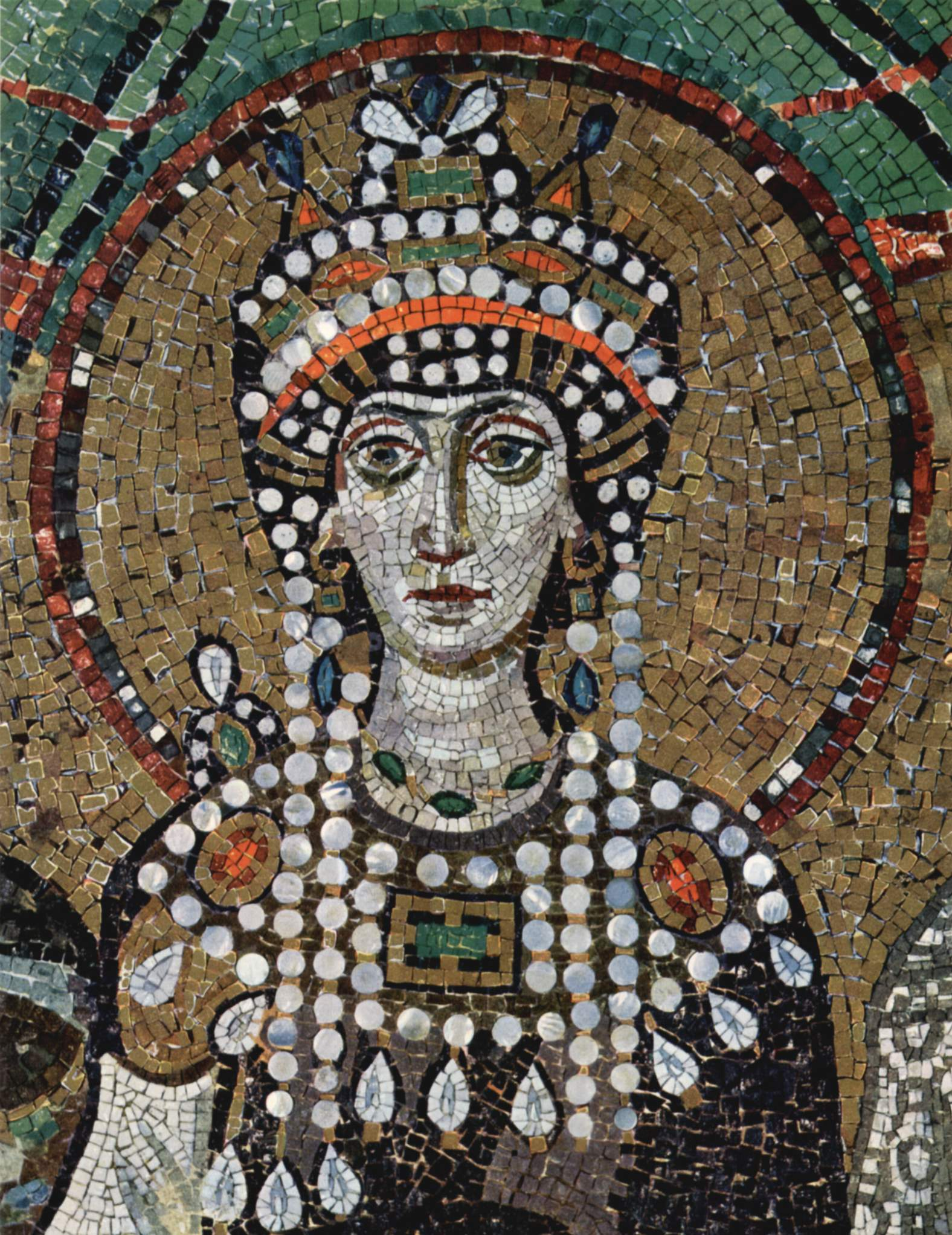
查士丁尼的皇后塞奧多拉。《秘史》裡指出塞奧多拉曾是妓女

- 第一章　偉大的貝利撒留將軍是如何被妻子蒙蔽的
- 第二章　遲來的嫉妒如何影響了貝利撒留的軍事判斷
- 第三章　阻止女人耍陰謀的危險
- 第四章　塞奧多拉如何使非洲和意大利的征服者蒙羞
- 第五章　塞奧多拉如何哄騙將軍的女兒
- 第六章　皇帝查士丁的無知，以及他的外甥查士丁尼如何成為帝國的實際統治者
- 第七章　藍黨的暴行
- 第八章　查士丁尼的性格與外貌
- 第九章　最邪惡的妓女塞奧多拉如何贏得了查士丁尼的愛情
- 第十章　查士丁尼如何制訂新法以允許他娶那個妓女
- 第十一章　信仰的捍衛者如何毁滅了他的子民
- 第十二章　論查士丁尼和塞奧多拉是披著人皮的魔鬼
- 第十三章　暴君的虛偽、和藹與虔誠
- 第十四章　賤賣的正義
- 第十五章　羅馬公民們是如何全都變成奴隸的
- 第十六章　失寵於塞奧多拉的人的遭遇
- 第十七章　她如何從罪惡的生涯中拯救了五百個妓女
- 第十八章　查士丁尼如何屠殺大批民眾
- 第十九章　查士丁尼如何奪取和揮霍羅馬人的財富
- 第二十章　敗壞司法大臣的職能
- 第二十一章　天稅及邊境上的軍隊如何被禁止懲罰入侵的蠻族
- 第二十二章　高級公職中更多的腐敗
- 第二十三章　土地所有者們如何破產
- 第二十四章　對士兵的不公正的待遇
- 第二十五章　查士丁尼如何盤剝自己的官員
- 第二十六章　查士丁尼如何破壞城市的面貌和劫掠窮苦人
- 第二十七章　信仰的辯護人如何保護基督教徒
- 第二十八章　查士丁尼對羅馬人法律的違背和猶太人如何因為吃羊肉而受到罰款
- 第二十九章　揭示查士丁尼是一個說謊者和偽君子的其他事件
- 第三十章　查士丁尼與塞奧多拉的其他創新

## 流傳概況
普洛科皮烏斯寫成《秘史》後，擔心它的內容會對自己不利，在書裡說過「我甚至無法相信我最親近的人」，害怕「他們（指書中政要人物）的間諜就會發現，並且置我於最悲慘的境地」，所以本書問世後並無公開發表。後世文獻裡最早提到《秘史》的是10世紀時的《蘇伊達斯詞典》，裡面稱《秘史》為《未發表的記事》，並把它歸入普洛科皮烏斯的《战争史》的第九卷。該書後來被帶到羅馬教廷，並在1623年被教廷書庫的管理員阿勒曼尼發現及刪譯為拉丁文出版，從此公諸於世。此後數百年間，《秘史》被譯成多種語言版本。
在中文翻譯方面，有中國學者吳舒屏和呂麗蓉的譯本，由上海三聯書店以獨立成書的方式出版，以及有王以鑄、崔妙因的譯本，列入《戰爭史》第九卷，由北京商務印書館出版。

## 主要人物
- 皇帝查士丁尼
- 皇后提奧多拉
- 將軍貝里沙流
- 將軍夫人安東尼娜（英语：Antonina (wife of Belisarius)）
- 太監總管納爾澤斯
- 法學家特里波尼安
- 史官普洛柯匹

## 評價
《秘史》揭露了不少宮廷和政要軼聞，在後世引起學者們的重視和評論。
18世紀的英國學者愛德華·吉本在《羅馬帝國衰亡史》中指出，普洛科皮烏斯在他的幾部作品裡態度反覆，難免會玷污、毁壞其聲譽和信譽。但吉本也承認透過《秘史》等幾部材料，使他對查士丁尼的統治史可作充足的描述。現代西方學者J·W·湯普森則指出：「這是一位常常對其政敵和上司懷有极度妒忌的朝臣所做種種揭露，但有時墮落到誹謗和猥亵。因此，閱讀時必須謹慎。他的書是對查士丁尼政府的強烈控訴，必然有許多說法和壞話無法以有力證據說明其真偽。」
中國學者王以鑄對《秘史》，作出了甚高評價：「《秘史》作為有根有據的實錄絕非都是誇大其詞。公正地說，《秘史》的絕大部份是真實可信的，而且應當說是對《戰史》的絕對有價值的補充。沒有《秘史》裡當局壓榨老百姓的血淋淋的實錄，對皇帝优斯提尼安（即查士丁尼）的統治的認識就是不全面的。」學者陳志強、呂麗蓉分析認為，《秘史》的編撰，本身就帶有一種時代意義：「《秘史》的作者普羅柯比（即普羅科皮烏斯）是羅馬舊貴族的代表人物，他生活在拜占廷國家由古羅馬帝國向中世紀拜占廷帝國轉變的重要時期。在查士丁尼加強中央集權的皇權統治，實現『一個帝國、一個教會和一部法律』的過程中，普羅柯比所代表的傳統貴族勢力作為羅馬帝國傳統勢力的殘餘遭到致命打擊，那些對皇帝專制統治心懷不滿的元老和貴族精英分子被封殺壓制。普羅柯比的《秘史》以抨擊時政的形式出現，實際上反映的是這個『羅馬最後貴族』對局勢發展做出的無可奈何的哀嘆。」

## 引用來源
1. ↑  《秘史》，陳志強、呂麗蓉「普羅柯比及其《秘史》」，上海三聯書店，7─10頁。
2. ↑  《秘史》，陳志強、呂麗蓉「普羅柯比及其《秘史》」，上海三聯書店，25─26頁。
3. ↑  普羅科皮烏斯（又譯普羅柯比）《秘史·前言》，吳舒屏、呂麗蓉譯，上海三聯書店，1─2頁。
4. ↑  《普洛科皮烏斯戰爭史》，王以鑄「關於普洛科皮烏斯──人和作品」，北京商務印書館，39─40頁。
5. ↑  以下各項，散見於普洛科皮烏斯《秘史》全書，上海三聯書店版。
6. ↑  普羅科皮烏斯（又譯普羅柯比）《秘史·前言》，吳舒屏、呂麗蓉譯，上海三聯書店，1頁。
7. ↑  《普洛科皮烏斯戰爭史》，王以鑄「關於普洛科皮烏斯──人和作品」，北京商務印書館，49頁。
8. ↑  《秘史》，陳志強、呂麗蓉「普羅柯比及其《秘史》」，上海三聯書店，28頁。
9. ↑  普羅科皮烏斯（又譯普羅柯比）《秘史》，陳志強、呂麗蓉譯，上海三聯書店。
10. ↑  《普洛科皮烏斯戰爭史》，王以鑄、崔妙因譯，北京商務印書館。
11. ↑  Edward Gibbon: The History of the Decline and Fall of the Roman Empire, The Fourth Volume, Chap. XL., Volume II, p. 563.  Penguin Books.
12. ↑  J·W·湯普森《歷史著作史》上卷第一分冊，謝德風譯，北京商務印書館，432頁。
13. ↑  《普洛科皮烏斯戰爭史》，王以鑄「關於普洛科皮烏斯──人和作品」，北京商務印書館，41頁。
14. ↑  《秘史》，陳志強、呂麗蓉「普羅柯比及其《秘史》」，上海三聯書店，19頁。